# Patrice Cabanel
Pour les articles homonymes, voir Cabanel.
Cet article possède un paronyme, voir Patrick Cabanel.
Patrice Cabanel, né le 11 avril 1957 à Argenteuil et mort le 12 juin 2005 à Isles-lès-Villenoy, est un réalisateur, producteur et acteur français de films pornographiques.

## Biographie
Patrice Cabanel vit une jeunesse difficile, sombre un temps dans la petite délinquance puis vit de petits boulots, tels que plongeur ou vendeur de glaces à la foire du Trône. Après une cure anti-alcoolique, il entame une reconversion professionnelle et devient photographe de charme. Il passe ensuite à la réalisation, et travaille au fil des années pour des studios comme Alkrys, JTC Vidéo ou Blue One. Il fonde sa propre société de production, Fantas, et tourne de nombreuses vidéos porno amateurs très appréciées dans les sex-shops de l'époque (notamment la série Pourquoi pas vous ?, qui permet à des fans de porno de tourner avec des actrices) mais également des films scénarisés.
Patrice Cabanel fait débuter dans ses films amateurs plusieurs futures vedettes du genre, comme Tabatha Cash ou Élodie Chérie. Ses longs-métrages scénarisés se distinguent en faisant souvent une place importante à l'humour, via des gags ou des situations loufoques. Il fait lui-même à l'occasion des apparitions devant la caméra, dans ses propres films ou dans ceux d'autres réalisateurs de porno, parfois sans participer aux scènes de sexe ou bien au contraire en y participant. Il succombe en 2005 à une insuffisance cardiaque,.

## Filmographie partielle

### Réalisateur
- 1992 : La Star Déchue (vidéo sado-maso, coréalisateur Michel Ricaud, avec Carole Tenessy)
- 1995 : Exhibitions à Paris avec Coralie Trinh Thi, Liza Harper, Elodie Chérie , Magella, Zabou.
- 1998 : Sexual Suspects (le gang des violeurs) avec Maeva Exel, Chipy Marlow, Nomi, Ian Scott...
- 1998 : Les Nuits chaudes de Cannes , avec Zabou
- 1998 : Bérénice nique  4
- 1998 : Ma 1re fois dans le cul, avec Fovéa, Karen Lancaume, Bruno Sx, Kevin Long...
- 1999 : Drôles de filles avec Illona, Fovéa et Nataly Dune
- 1999 : La Soirée de connes avec Illona, Bamboo, Mélissa, Bruno Sx, Alain L'Yle...
- 2001 : La Revanche des connes avec Ovidie, Bamboo, Ilona, Sophie Roche, Pascal Saint James...
- 2001 : Ovidie mène l'enquête, avec Ovidie, Sebastian Barrio, Titof...
- 2002 : Le Journal intime de K.Sandra, avec K.Sandra, Justine de Sade, Tyra Woods
- 2002 : La Fille du batelier avec Estelle Desanges, Daniella Rush, Ovidie
- 2003 : Stars sur le net avec Mélissa Lauren, Nina Roberts, Véronique Lefay
- 2003 : Infirmières de choc avec  Eva Diore, Axelle Mugler, Alyson Ray
- 2003 : Vicieuses novices
- 2004 : Le Bangtour d'Avignon, avec Véronique Lefay
- 2004 : Mi-putes, mi-soumises
- 2004 :  Rêves de jeunes filles, avec Nomi, Bamboo, Delfynn Delage, Émilie J., Titof, Marc Barrow, Sebastian Barrio, Greg Centauro
- 2004 : L'auto-école X avec Alyson Ray, Emy Demon, Lydia Saint Martin, Yasmine
- 2004 :Vendeuses : prêtes à niquer avec Bamboo, Lara Flash, Nina Roberts, Tiffany Hopkins
- 2004 : Sodo pour tous
- 2005 : Les co-locataires avec Axelle Mugler, Mélissa Lauren, Nina Roberts
- 2005 : Stagiaires prêtes à l'emploi
- 2005 : Secrétaires à tout faire avec Alyson Ray
- 2006 : Salopes d'infirmières  avec Mélissa Lauren et  Lisa Sparkle
- 2006 : Le tour de France de Cabanel
- 2006 : Coiffeuses à domicile avec Libellule, Lucy Laurent, Lydia Saint Martin
- 2006 :Serveuses au menu avec Bamboo, Cheyenne, Decibelle, Libellule
- 2006 : Gynéco pour Nymphos avec Delfynn Delage

### Acteur uniquement
- 1992 : Filles de Passes de Michel Ricaud avec également April Summer, Béatrice Valle, Carole Nash, Alain L'Yle et Jean Yves Le Castel
- 1998 : American Girl in Paris, de Kris Kramski
- 1999 : Niqueurs-nés de Fred Coppula, avec également Ian Scott et Océane